# Libercourt
Libercourt és un municipi francès situat al departament del Pas de Calais i a la regió dels Alts de França. L'any 2007 tenia 8.861 habitants.

## Demografia

### Població
El 2007 la població de fet de Libercourt era de 8.861 persones. Hi havia 3.226 famílies de les quals 893 eren unipersonals (327 homes vivint sols i 566 dones vivint soles), 755 parelles sense fills, 1.190 parelles amb fills i 388 famílies monoparentals amb fills.
La població ha evolucionat segons el següent gràfic:
Habitants censats

### Habitatges
El 2007 hi havia 3.523 habitatges, 3.308 eren l'habitatge principal de la família, 3 eren segones residències i 212 estaven desocupats. 3.176 eren cases i 342 eren apartaments. Dels 3.308 habitatges principals, 1.193 estaven ocupats pels seus propietaris, 1.542 estaven llogats i ocupats pels llogaters i 573 estaven cedits a títol gratuït; 23 tenien una cambra, 296 en tenien dues, 544 en tenien tres, 1.033 en tenien quatre i 1.413 en tenien cinc o més. 2.312 habitatges disposaven pel capbaix d'una plaça de pàrquing. A 1.609 habitatges hi havia un automòbil i a 822 n'hi havia dos o més.

### Piràmide de població
La piràmide de població per edats i sexe el 2009 era:
| Homes | Edats   | Dones |
| ----- | ------- | ----- |
| 0     | 95 o +  | 0     |
| 4     | 90 a 94 | 28    |
| 24    | 85 a 89 | 92    |
| 40    | 80 a 84 | 72    |
| 68    | 75 a 79 | 200   |
| 168   | 70 a 74 | 252   |
| 184   | 65 a 69 | 264   |
| 208   | 60 a 64 | 192   |
| 240   | 55 a 59 | 176   |
| 276   | 50 a 54 | 228   |
| 308   | 45 a 49 | 308   |
| 348   | 40 a 44 | 320   |
| 272   | 35 a 39 | 280   |
| 284   | 30 a 34 | 272   |
| 268   | 25 a 29 | 308   |
| 329   | 20 a 24 | 304   |
| 364   | 15 a 19 | 376   |
| 312   | 10 a 14 | 356   |
| 372   | 5 a 9   | 280   |
| 240   | 0 a 4   | 196   |

## Economia
El 2007 la població en edat de treballar era de 5.586 persones, 3.408 eren actives i 2.178 eren inactives. De les 3.408 persones actives 2.631 estaven ocupades (1.507 homes i 1.124 dones) i 777 estaven aturades (414 homes i 363 dones). De les 2.178 persones inactives 410 estaven jubilades, 723 estaven estudiant i 1.045 estaven classificades com a «altres inactius».

### Ingressos
El 2009 a Libercourt hi havia 3.245 unitats fiscals que integraven 8.664,5 persones, la mediana anual d'ingressos fiscals per persona era de 12.565 €.

### Activitats econòmiques
Dels 255 establiments que hi havia el 2007, 1 era d'una empresa extractiva, 4 d'empreses alimentàries, 6 d'empreses de fabricació de material elèctric, 1 d'una empresa de fabricació d'elements pel transport, 19 d'empreses de fabricació d'altres productes industrials, 24 d'empreses de construcció, 73 d'empreses de comerç i reparació d'automòbils, 24 d'empreses de transport, 14 d'empreses d'hostatgeria i restauració, 2 d'empreses d'informació i comunicació, 9 d'empreses financeres, 9 d'empreses immobiliàries, 24 d'empreses de serveis, 34 d'entitats de l'administració pública i 11 d'empreses classificades com a «altres activitats de serveis».
Dels 49 establiments de servei als particulars que hi havia el 2009, 1 era una comissaria de policia, 1 oficina de correu, 1 una oficina bancària, 1 funerària, 11 tallers de reparació d'automòbils i de material agrícola, 3 tallers d'inspecció tècnica de vehicles, 2 autoescoles, 1 paleta, 2 guixaires pintors, 6 fusteries, 4 lampisteries, 1 electricista, 3 empreses de construcció, 5 perruqueries, 6 restaurants i 1 agència immobiliària.
Dels 19 establiments comercials que hi havia el 2009, 3 eren supermercats, 2 botiges de menys de 120 m², 3 fleques, 3 carnisseries, 1 una peixateria, 3 botigues d'equipament de la llar, 1 una botiga d'equipament de la llar, 1 una botiga de mobles i 2 floristeries.

## Equipaments sanitaris i escolars
El 2009 hi havia 2 centres de salut, 3 farmàcies i 1 ambulància.
El 2009 hi havia 2 escoles maternals i 3 escoles elementals. Libercourt disposava d'un col·legi d'educació secundària amb 325 alumnes.

## Poblacions properes
El següent diagrama mostra les poblacions més properes.